# Wygoda (Opole)
Pour les articles homonymes, voir Wygoda.
Wygoda est une localité polonaise de la gmina de Domaszowice, située dans le powiat de Namysłów en voïvodie d'Opole.